# Babigoszcz
Babigoszcz [baˈbiɡɔʂt͡ʂ] (tiếng Đức: Hammer)  là một ngôi làng thuộc khu hành chính của Gmina Przybiernów, thuộc hạt Goleniów, West Pomeranian Voivodeship, ở phía tây bắc Ba Lan. Nó nằm khoảng 9 kilômét (6 mi)   phía nam Przybiernów, 15 km (9 mi) về phía bắc Goleniów và 34 km (21 mi) về phía đông bắc của thủ đô khu vực Szczecin.
Ngôi làng có dân số 255 người.